# Estação Leninskii Prospekt (metro de São Petersburgo)
Leninskii Prospekt (em russo:  Ле́нинский проспе́кт) é uma das estações da linha Kirovsko-Vyborgskaia (Linha 1) do metro de São Petersburgo, na Rússia. A estação «Leninskii Prospekt» está localizada entre as estações «Avtovo» (ao norte) e «Prospekt Veteranov» (ao sul).